# Federico Commandino

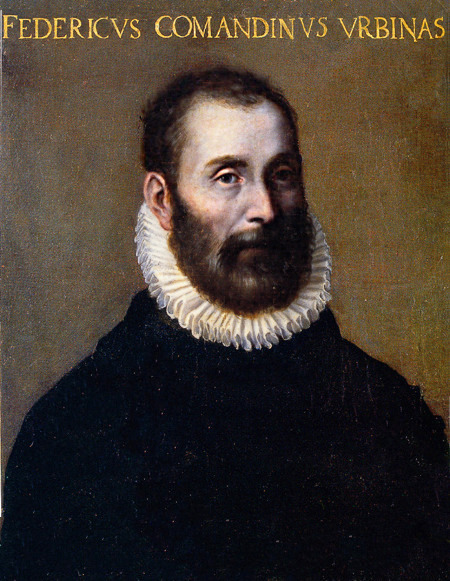
Federico Commandino

Federico Commandino, auch Federigo, latinisiert Federicus Commandinus, (* 1506 in Urbino; † 5. September 1575 ebenda) war ein italienischer Humanist, Arzt und Mathematiker.

## Leben
Commandino stammte aus einer adligen Familie in Urbino. Sein Großvater war Sekretär des Herzogs von Urbino gewesen und sein Vater Battista entwarf die Festungsanlagen von Urbino. Er wurde in Griechisch und Latein in Fano  vom Humanisten G. Torelli unterrichtet und in Mathematik vom Lehrer der Orsini-Familie, die vor dem Sacco di Roma 1527 aus Rom nach Urbino floh. Auf Empfehlung dieses Lehrers (der 1533 Bischof wurde) wurde er 1533 Privatsekretär von Papst Clemens VII., der aber im gleichen Jahr starb. Er besuchte die Universitäten in Padua (1534 bis 1544) und Ferrara, wo er einen Doktor in Medizin erwarb. Neben Medizin studierte er auch Philosophie und das klassische Quadrivium. Nach dem Studium wollte er als Arzt in Urbino praktizieren, wurde aber Hauslehrer und Arzt der herzoglichen Familie. Er heiratete und hatte zwei Töchter und einen Sohn, seine Frau starb aber bald darauf. Beim Herzog von Urbino lernte er den Kardinal Farnese kennen, mit dem er Anfang der 1550er Jahre nach Rom ging. Er freundete sich mit Kardinal Cervini an, der 1555 Papst Marcellus II. wurde, aber kurz darauf starb. Commandino kehrte darauf nach Urbino zurück, wo er im Dienst des Herzogs und des Kardinals Farnese war. Als Kardinal Farnese Bischof von Bologna wurde folgte ihm Commandino dorthin, kehrte aber nach dessen Tod 1565 zurück nach Urbino. Der Herzog von Urbino hatte ihm eine Pension ausgesetzt.
Bekannt ist er als Herausgeber und Übersetzer mathematischer Werke der griechischen Antike, von Archimedes, Aristarchos von Samos, Pappos, Heron von Alexandria, von Claudius Ptolemäus, Serenus von Antinoupolis, Apollonios von Perge, Eutokios und der Elemente von Euklid. Dabei übersetzte er meist vom Griechischen ins Lateinische. Er begann damit in Urbino, wo er Zugang zur herzoglichen Bibliothek hatte. Später in Rom erweiterte sich sein Zugriff auf Handschriften und Bücher erheblich und er hatte auch Zugriff auf griechische Handschriften in Venedig.
Er war auch an der Entwicklung des Reduktionszirkels (zum Proportionalzirkel) beteiligt, der üblicherweise Fabrizio Mordente und in der späteren Entwicklung Galileo Galilei zugeschrieben wird. Mordente hatte aber in Urbino Diskussionen mit Commandino und Guidobaldo del Monte.
Er korrespondierte mit dem Astronomen Francesco Maurolico. Bernardino Baldi (der 1587 seine Biographie schrieb) und Guidobaldo del Monte (ein Freund Galileis) waren seine Schüler. 1563 besuchte ihn John Dee.

## Herausgeberschaft

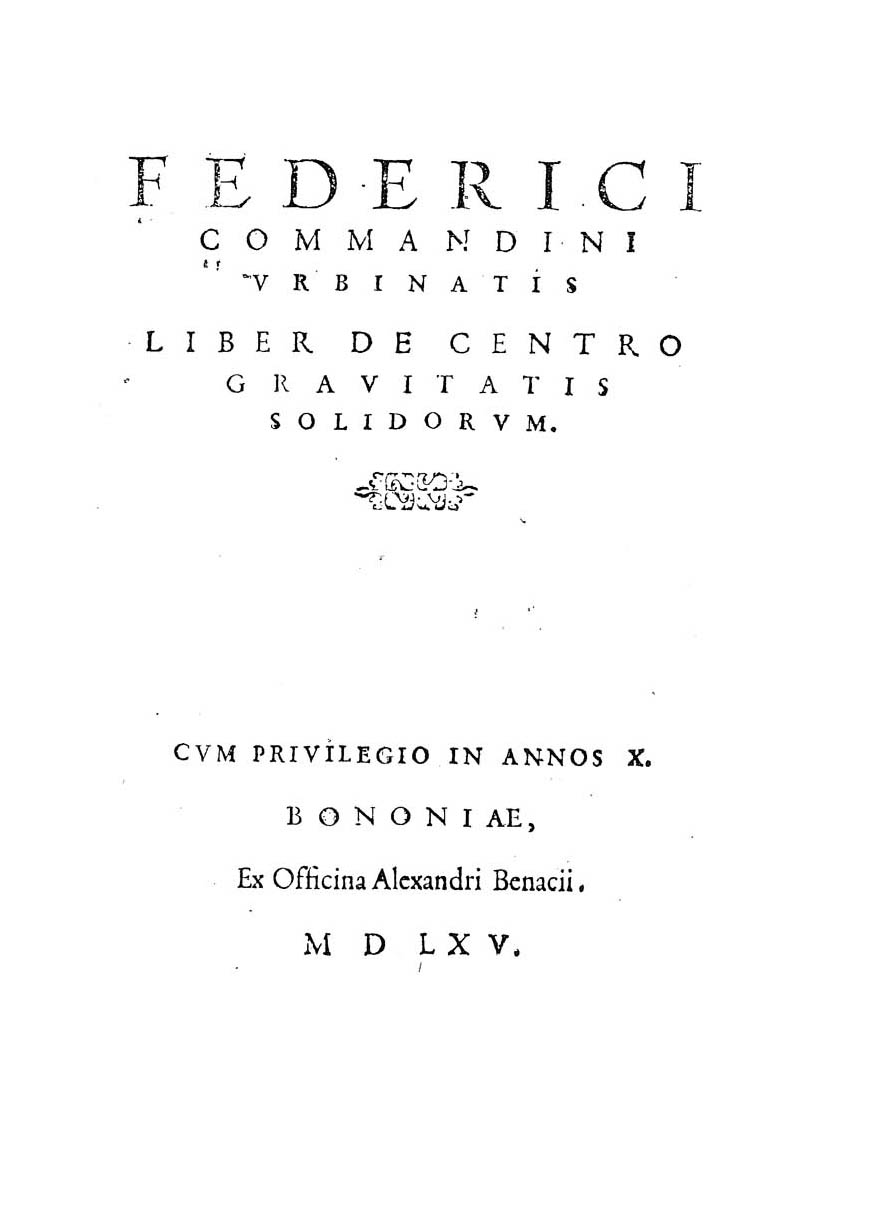
Liber de centro gravitatis solidorum, 1565

- 1558 Ausgabe der Schriften des Archimedes mit eigenem Kommentar. Es beinhaltet Die Kreismessung (mit Kommentar des Eutokios), Spiralen, Quadratur der Parabel, Konoiden und Sphäroiden, Der Sandrechner. Dabei hatte er neben der gedruckten Erstausgabe in Basel von 1544 Zugang auf ein griechisches Manuskript in Venedig. Eine Ausgabe von Archimedes’ Über schwimmende Körper, die er nur aus der gedruckten lateinischen Ausgabe kannte (Venedig 1543, 1565), veröffentlichte er mit 1565 in Bologna mit eigenen Ergänzungen lückenhafter Beweise (Proposition 2 in Buch 2).
- 1558 Planisphaerium von Ptolemäus, mit einem Kommentar der Stereographischen Projektion der Himmelssphäre des Ptolemäus, die Beziehungen zur architektonischen Perspektive herstellt. Vom Planisphaerium gab es bereits eine lateinische Ausgabe (Basel 1536), die Commandinus überarbeitete und kommentierte.
- 1562 De Annalemate von Ptolemäus, ein Fragment über Sonnenuhren, das nur in lateinischer Übersetzung bekannt war. Commandinus diskutiert auch entsprechende Stellen bei Vitruv und fügt eine eigene Abhandlung hinzu.
- 1566 die ersten vier Bücher der Kegelschnitte von Apollonius, den einzigen die in Griechisch erhalten waren. Mit seiner Übersetzung verbessert er die frühere lateinische Übersetzung, die 1537 in Venedig erschienen war. Außerdem enthielt das Buch den Kommentar von Eutokios, Buch 7 von Pappos Sammlung und von Serenus Schnitt eines Zylinders und eines Kegels.
- 1570 publiziert er in Pesaro eine lateinische Übersetzung eines Manuskripts aus dem Arabischen, das mit Euklids Über die Teilung von Figuren verbunden ist und das ihm John Dee gab.
- 1572 (Pesaro) die Elemente von Euklid mit Kommentar von Commandino. Die Übersetzung erschien auf Wunsch des Sohnes des Herzogs von Urbino. Neben der lateinischen Ausgabe gab er auch eine italienische Übersetzung durch einen seiner Schüler heraus (Urbino 1575).
- 1572 (Pesaro) Aristarch Größe und Abstand von Sonne und Mond mit Kommentar und Abschnitten aus Pappos Sammlung, Buch 6.
- 1575 (Urbino) Heron Pneumatik (postum von seinem Schwiegersohn herausgegeben)
- 1588 (Pesaro) Pappos Sammlung, Buch 3 bis 8 (postum veröffentlicht von del Monte)

Er veröffentlichte auch eigene Untersuchung zu Schwerpunkten in der Tradition von Archimedes De Centro Gravitatis (Bologna 1565).